# Lijst van kastelen in Zwitserland

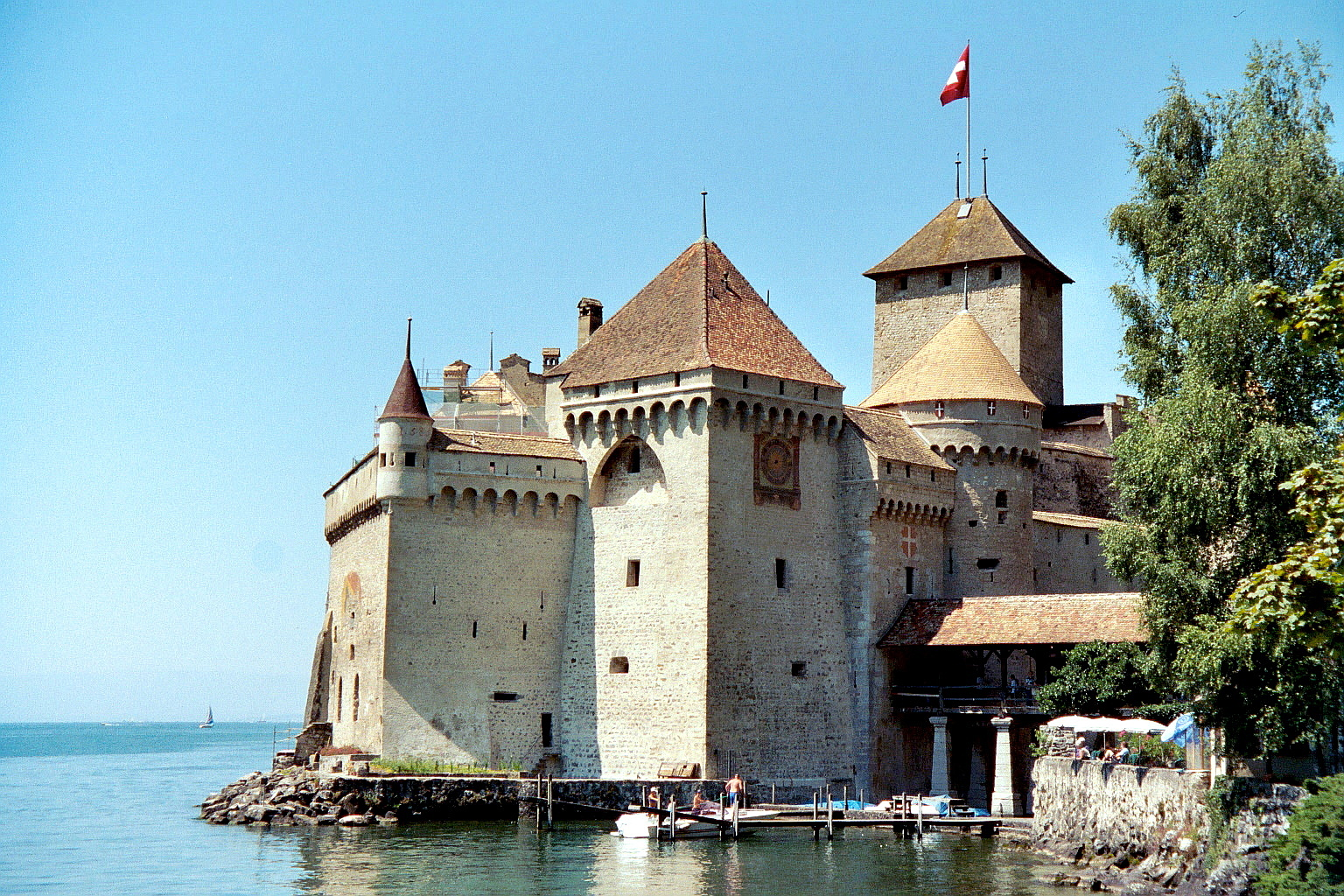
Het kasteel van Chillon (Vaud, Zwitserland) met zicht op het meer van Genève.

Deze lijst geeft een overzicht van burchten en kastelen in Zwitserland per kanton. Waar van toepassing is het object benoemd als ’’ruïne’’. De benamingen ’’Schloss’’, ’’Burg’’, ’’Château’’, ’’Castello’’ enz. zijn gehanteerd conform de in het betreffende kanton gangbare talen: Duits, Frans, of Italiaans.

## Appenzell Innerrhoden
1. Burg Clanx in Appenzell

## Aargau
1. Vesting Aarburg in Aarburg
2. Schlösschen Altenburg in Altenburg bei Brugg
3. Alt-Wartburg in Oftringen
4. Schloss Auenstein in Auenstein
5. Schloss Bellikon in Bellikon
6. Burg Bernau in Leibstadt
7. Schloss Biberstein in Biberstein
8. Schloss Böttstein in Böttstein
9. Schlössli Bremgarten in Bremgarten
10. Schloss Brestenberg in Seengen
11. Schloss Brunegg in Brunegg
12. Ruïne Freudenau in Untersiggenthal
13. Habsburg (slot) in Habsburg
14. Schloss Hallwyl in Seengen
15. Schloss Hilfikon in Hilfikon
16. Schloss Horben in Beinwil (Freiamt)
17. Ruïne Horen in Küttigen
18. Schloss Kasteln in Oberflachs
19. Kindhausen in Bergdietikon
20. Schloss Klingnau in Klingnau
21. Ruïne Königstein in Küttigen
22. Landvogteischloss in Baden
23. Schloss Lenzburg in Lenzburg
24. Schloss Liebegg in Gränichen
25. Rosenberg in Küttigen
26. Schloss Rued in Schlossrued
27. Schloss Schafisheim in Schafisheim
28. Ruïne Schenkenberg in Thalheim
29. Ruïne Scherenberg in Safenwil
30. Schlössli in Aarau
31. Schwarzer Turm in Brugg
32. Vesting Stein in Baden
33. Trostburg in Teufenthal
34. Ruïne Urgiz in Densbüren
35. Schloss Wildenstein in Veltheim
36. Schloss Wildegg in Möriken-Wildegg
37. Ruïne Laufenburg in Laufenburg

## Basel-Landschaft
1. Ruïne Alt-Biederthal in Burg im Leimental
2. Ruïne Alt-Schauenburg in Frenkendorf
3. Ruïne Altenberg in Füllinsdorf
4. Schloss Angenstein in Duggingen
5. Ruïne Bärenfels in Duggingen
6. Schloss Burg in Burg im Leimental
7. Schloss Binningen in Binningen
8. Ruïne Bischofstein in Sissach
9. Schloss Bottmingen in Bottmingen
10. Ruïne Engenstein in Pfeffingen
11. Ruïne Farnsburg in Ormalingen
12. Ruïne Frohberg in Aesch
13. Ruïne Fürstenstein in Ettingen
14. Ruïne Gutenfels in Bubendorf
15. Ruïne Hintere Birseck in Arlesheim
16. Ruïne Hintere Wartenberg in Muttenz
17. Schloss Holeeschlösschen in Binningen
18. Ruïne Homburg in Läufelfingen
19. Ruïne Madeln in Pratteln
20. Ruïne Mittlere Birseck in Arlesheim
21. Ruïne Mittlere Wartenberg in Muttenz
22. Ruïne Münchenstein in Münchenstein
23. Ruïne Münchsberg in Pfeffingen
24. Ruïne Neu-Schauenburg in Frenkendorf
25. Ruïne Ödenburg in Wenslingen
26. Ruïne Pfeffingen in Pfeffingen
27. Schloss Pratteln in Pratteln
28. Ruïne Ränggen in Diegten
29. Ruïne Ramstein in Bretzwil
30. Burg Reichenstein in Arlesheim
31. Grottenruïne Riedfluh in Eptingen
32. Ruïne Schalberg in Pfeffingen
33. Ruïne Schönenberg in Burg im Leimental
34. Ruïne Sissacherfluh in Sissach
35. Ruïne Spitzburg in Ramlinsburg
36. Burg Birseck in Arlesheim
37. Ruïne Wartenberg in Muttenz
38. Ruïne Waldenburg in Waldenburg
39. Ruïne Wild-Eptingen in Eptingen
40. Schloss Wildenstein in Bubendorf

## Bern
1. Schloss Aarberg in Aarberg
2. Schloss Aarwangen in Aarwangen
3. Schloss Amsoldingen in Amsoldingen
4. Schloss Belp in Belp
5. Schloss Bipp bij Oberbipp
6. Schloss Blankenburg in Zweisimmen
7. Schloss Burgdorf in Burgdorf
8. Altes Schloss Bümpliz in Bümpliz
9. Neues Schloss Bümpliz in Bümpliz
10. Schloss Büren in Büren an der Aare
11. Schloss Burgistein in Burgistein
12. Schloss Erlach in Erlach
13. Felsenburg (Kandergrund) in Kandergrund
14. Schloss Gampelen in Gampelen
15. Schloss Gerzensee in Gerzensee
16. Grasburg in Wahlern
17. Burgruïne Grünenberg in Melchnau
18. Schloss Gümligen in Gümligen
19. Hofgut (Gümligen) in Gümligen
20. Schloss Habstetten in Bolligen
21. Schloss Hindelbank in Hindelbank
22. Schloss Holligen in Bern
23. Schloss Hünegg in Hilterfingen
24. Schloss Hünigen in Nonolfingen
25. Schloss Interlaken in Interlaken
26. Schloss Ittigen in Ittigen
27. Schloss Jegenstorf in Jegenstorf
28. Schloss Köniz in Köniz
29. Schloss Landshut in Utzenstorf
30. Schloss Laupen in Laupen
31. Schloss Ligerz in Ligerz
32. Landsitz Lohn in Kehrsatz
33. Schloss Kehrsatz in Kehrsatz
34. Burg Langenstein in Melchnau
35. Schloss Moutier in Moutier
36. Schloss Münchenwiler in Münchenwiler
37. Schloss Muri in Muri bei Bern
38. Schloss Nidau in Nidau
39. Schloss Oberdiessbach in Oberdiessbach
40. Schloss Oberhofen in Oberhofen am Thunersee
41. Campagne Oberried in Belp
42. Gut Ralligen in Merligen
43. Schloss Reichenbach in Zollikofen
44. Restiturm in Meiringen
45. Schloss Riggisberg in Riggisberg
46. Schloss Ringgenberg in Ringgenberg
47. Schloss Rümligen in Gürbetal
48. Burg Schlossberg in La Neuville
49. Schloss Spiez in Spiez
50. Spittel (Schloss) in Sumiswald
51. Schloss Schadau in Thun
52. Schloss Schlosswil in Schlosswil
53. Schloss Schwarzenburg in Schwarzenburg
54. Schloss Seeburg in Iseltwald
55. Schloss Spiez in Spiez
56. Tellenburg in Frutigen
57. Schloss Thielle in Thielle
58. Schloss Thorberg in Krauchthal
59. Schloss Thun in Thun
60. Schloss Thunstetten in Thunstetten
61. Schloss Toffen in Toffen
62. Schloss Trachselwald in Trachselwald
63. Schloss Wangen an der Aare in Wangen an der Aare
64. Schloss Wil in Schlosswil
65. Schloss Wimmis in Wimmis
66. Schloss Wittigkofen in Bern
67. Schloss Worb in Worb

## Freiburg
1. Château de Gruyères in Gruyères
2. Château de Romont in Romont
3. Château de Vaulruz in Vaulruz

## Genève
1. Burgruïne Bâtie-Beauregard in Collex-Bossy
2. Schloss Le Crest in Jussy
3. Burgruïne Rouelbeau in Meinier

## Graubünden
1. Burg Alt-Süns bij Paspels
2. Schloss Ardez bij Steinbergs

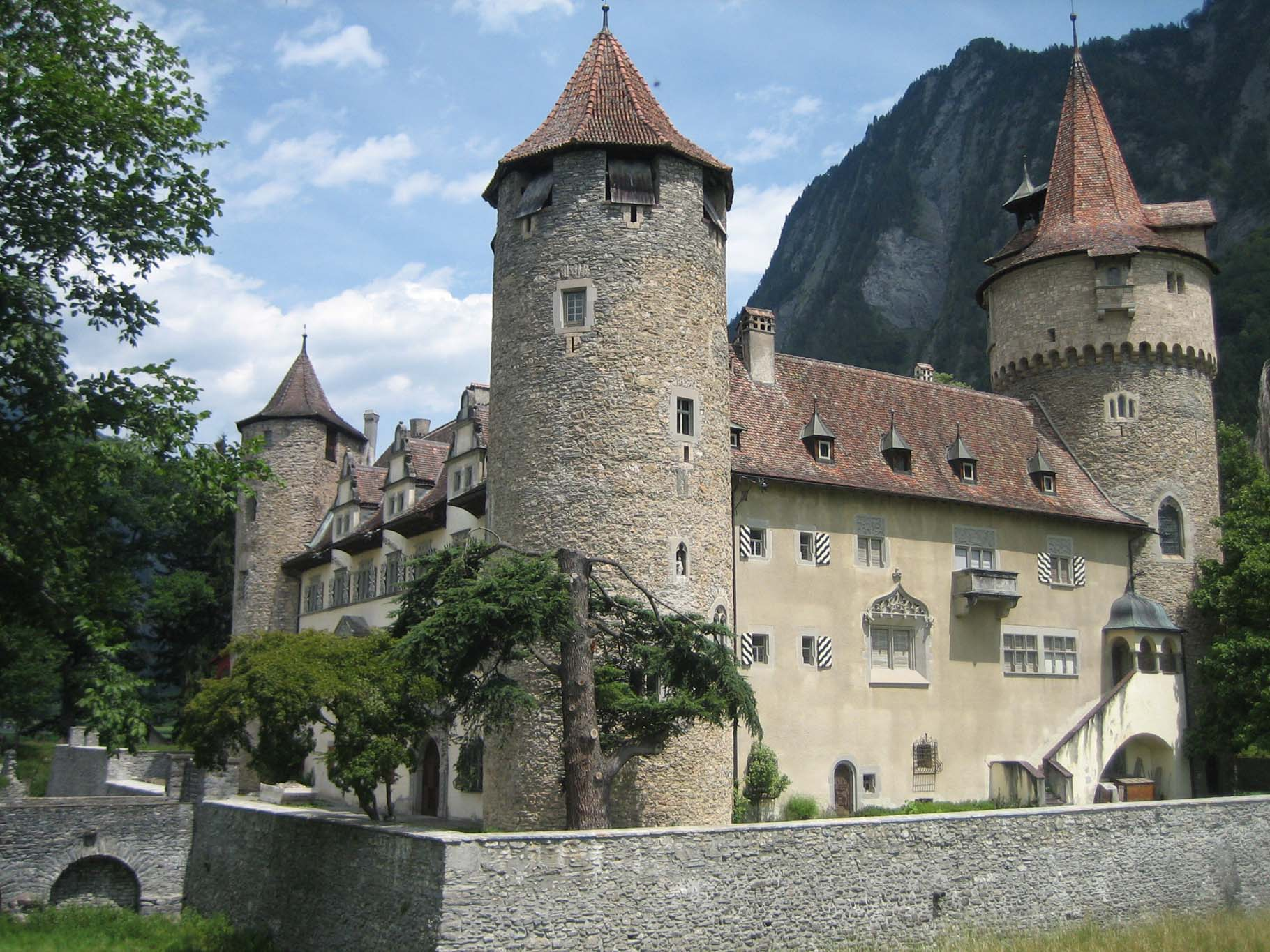
Kasteel Marschlins.

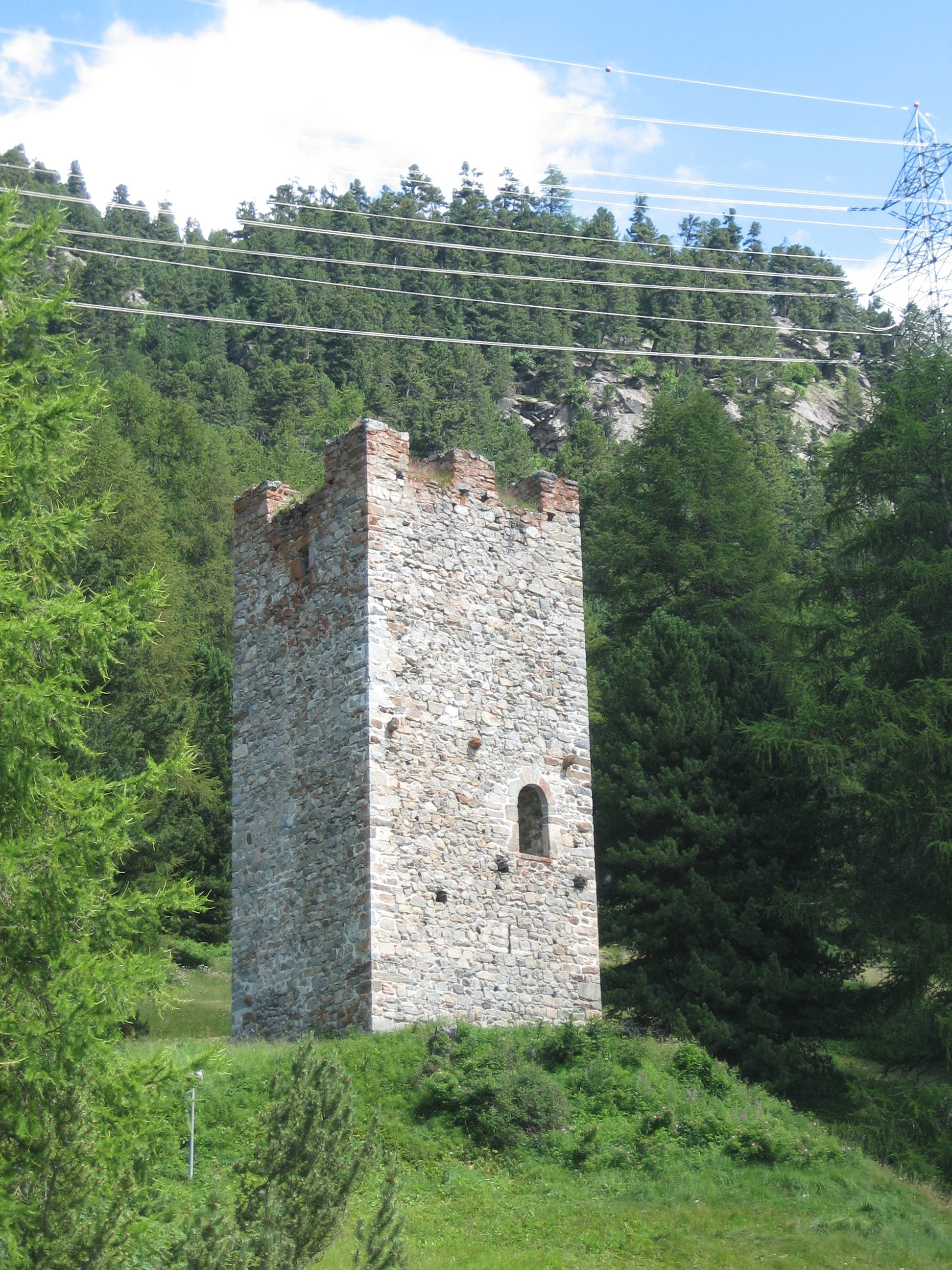
Kasteel Spaniola.

3. Schloss Baldenstein in Sils im Domleschg
4. Burg Bärenburg in Andeer
5. Burg Belfort in Brienz/Brinzauls
6. Burg Belmont in Flims
7. Burg Bernegg in Calfreisen
8. Burg Cagliatscha in Clugin
9. Burg Calanca in Santa Maria in Calanca
10. Burgruïne Campell in Sils im Domleschg
11. Burg Canaschal in Trin
12. Burg Cartatscha in Trun
13. Burg Castelberg in Luven
14. Burg Castrisch in Castrisch
15. Palazzo Castelmur in Stampa
16. Crap Sogn Parcazi in Trin
17. Burg Ehrenfels in Sils im Domleschg
18. Burg Fracstein in Seewis im Prättigau
19. Burg Falkenstein (Igis) in Igis
20. Burg Frauenberg (Ruschein) in Ruschein
21. Burg Friberg (Siat) in Siat
22. Burg Friberg (Trun) in Trun
23. Burg Friedau in Zizers
24. Burg Grafenberg in Fläsch
25. Burg Grottenstein in Haldenstein
26. Burg Grüneck in Ilanz
27. Burg Grünenfels in Waltensburg
28. Burg Haldenstein in Haldenstein
29. Schloss Haldenstein in Haldenstein
30. Burg Hasensprung in Pratval
31. Burg Heidenberg in Obersaxen
32. Burg Heinzenberg in Präz
33. Burg Hochjuvalt in Rothenbrunnen
34. Burg Hohenbalken in Sumvitg
35. Burg Innerjuvalt in Rothenbrunnen
36. Burg Hohenrätien in Sils im Domleschg
37. Ruïne Jörgenberg in Waltensburg
38. Burg Klingenhorn in Malans GR
39. Burg Kropfenstein in Waltensburg (grottenburcht)
40. Burg Lagenberg in Laax
41. Burg La Tur in Zillis-Reischen
42. Burg Lichtenstein (Haldenstein) in Haldenstein
43. Burg Löwenberg in Schluein
44. Burg Löwenstein in Ilanz
45. Burg Marmels in Marmorera (Grottenburcht)
46. Schloss Marschlins in Igis
47. Castello di Mesocco in Mesocco
48. Burg Moregg in Obersaxen
49. Burg Neu-Aspermont in Jenins
50. Burg Neu-Süns in Paspels
51. Ruïne Neuburg in Untervaz
52. Burg Obertagstein in Thusis
53. Burg Ober-Ruchenberg in Trimmis
54. Schloss Ortenstein in Tumegl/Tomils
55. Burg Pontaningen in Tujetsch
56. Burg Rappenstein in Untervaz (Rotsburcht)
57. Schloss Rhäzüns in Rhäzüns
58. Fortezza Rohan in Susch
59. Burg Saxenstein in Obersaxen
60. Burg Salons in Schlans
61. Ruïne Schiedberg in Sagogn
62. Turm Schlans in Schlans
63. Burg Schwarzenstein in Obersaxen
64. Burg Solavers in Seewis
65. Burg Spliatsch in Sur
66. Burg Splügen in Splügen
67. Ruïne Steinsberg in Ardez
68. Burg Strassberg in Malix
69. Burg Surcasti in Surcasti
70. Schloss Tarasp in Tarasp
71. Schloss Tschanüff in Ramosch
72. Burg Tuor in Sumvitg
73. Burg Valendas in Valendas
74. Burg Vogelberg in Waltensburg
75. Burg Wackenau in Bonaduz
76. Burg Wildenberg (Falera) in Falera
77. Schloss Wildenberg in Zernez

## Jura
1. Kasteel Delémont in Delémont (Delsberg)
2. Ruïne Löwenburg in Roggenburg
3. Kasteel Porrentruy in Porrentruy (Pruntrut)

## Luzern
1. Schloss Beromünster in Beromünster
2. Schloss Heidegg in Gelfingen
3. Schloss Meggenhorn in Meggen
4. Schloss Wyher in Ettiswil
5. Schloss Schauensee in Kriens

## Neuchâtel
1. Château de Boudry in Boudry
2. Château de Vaumarcus in Vaumarcus

## Schaffhausen
1. Schloss Herblingen in Schaffhausen
2. Burg Hohenklingen in Stein am Rhein
3. Vesting Munot in Schaffhausen
4. Schlösschen Wörth in Neuhausen
5. Ruïne Radegg in Wilchingen

## Schwyz
1. Schloss Grynau in Tuggen
2. Burg zu Küssnacht in Küssnacht
3. Schlossanlage Pfäffikon in Pfäffikon
4. Burg Alt-Rapperswil in Altendorf
5. Wehrturm Rothenthurm in Rothenthurm
6. Turm zu Schornen (Letziturm), Sattel, (Morgarten)
7. Burg Schwanau in Lauerz
8. Archivturm Schwyz in Schwyz

## Solothurn

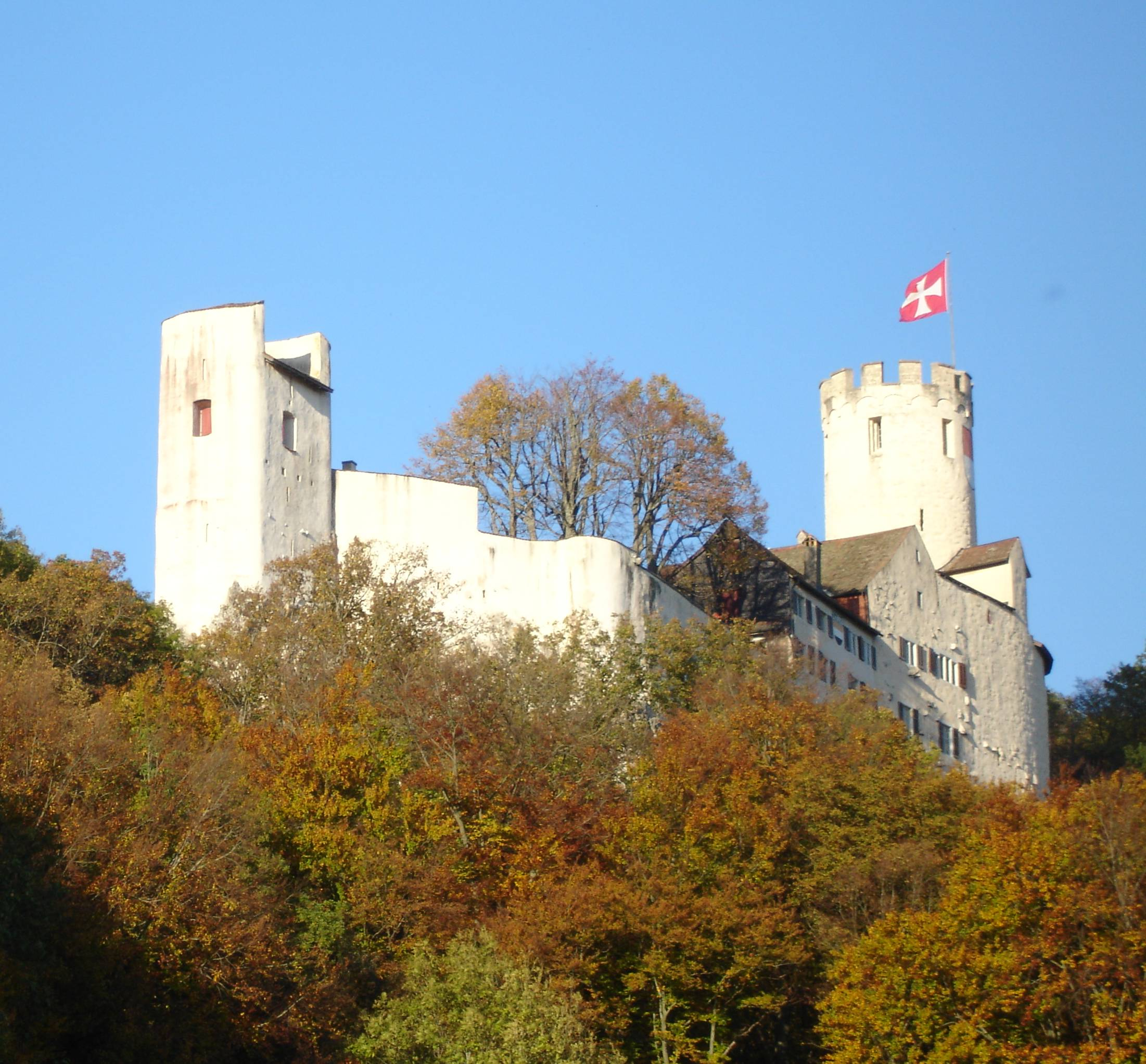
Slot Neu Bechburg.

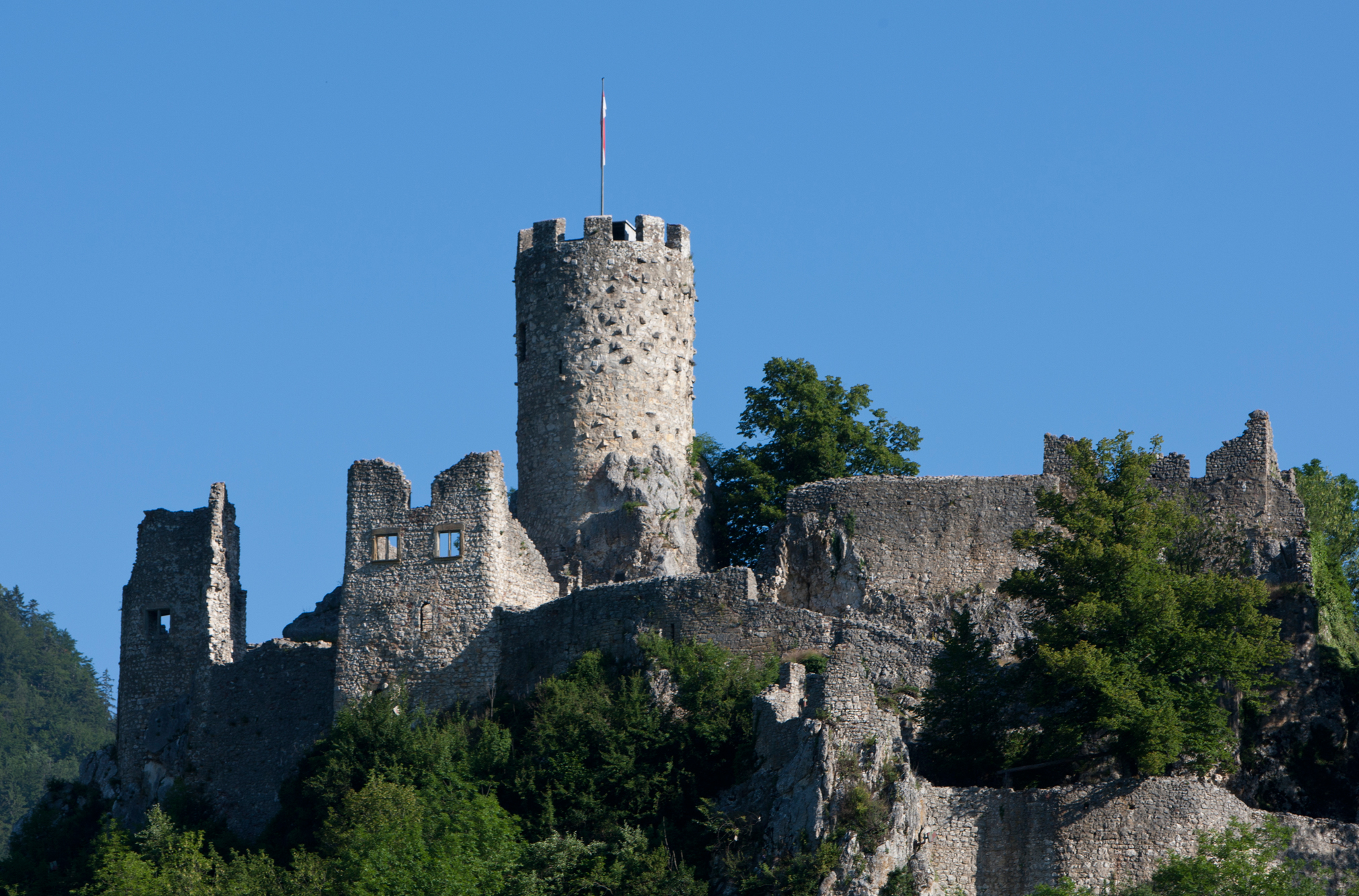
Kasteel Neu-Falkenstein.

1. Burg Alt-Falkenstein in Balsthal (Klus)
2. Ruïne Alt-Bechburg in Holderbank
3. Grottenburg Balm in Günsberg
4. Ruïne Dorneck in Dornach
5. Ruïne Falkenstein in Niedergösgen
6. Frohburg in de gemeente Trimbach
7. Schloss Gilgenberg in Zullwil
8. Ruïne Neu-Falkenstein in Balsthal
9. Ruïne Neu-Thierstein in Büsserach
10. Ruïne Sternenberg in Hofstetten-Flüh
11. Schloss Waldegg in Feldbrunnen
12. Schloss Wartenfels in Lostorf
13. Neu-Bechburg in Oensingen

## Sankt Gallen
1. Burg Bibiton in Kaltbrunn
2. Schloss Dottenwil in Wittenbach
3. Ruïne Freudenberg in Bad Ragaz
4. Burg Gräpplang in Flums
5. Schloss Oberberg in Gossau
6. Schloss Rapperswil in Rapperswil
7. Schloss Risegg in Risegg
8. Schloss Sargans in Sargans
9. Ruïne Uznaberg in Uznach

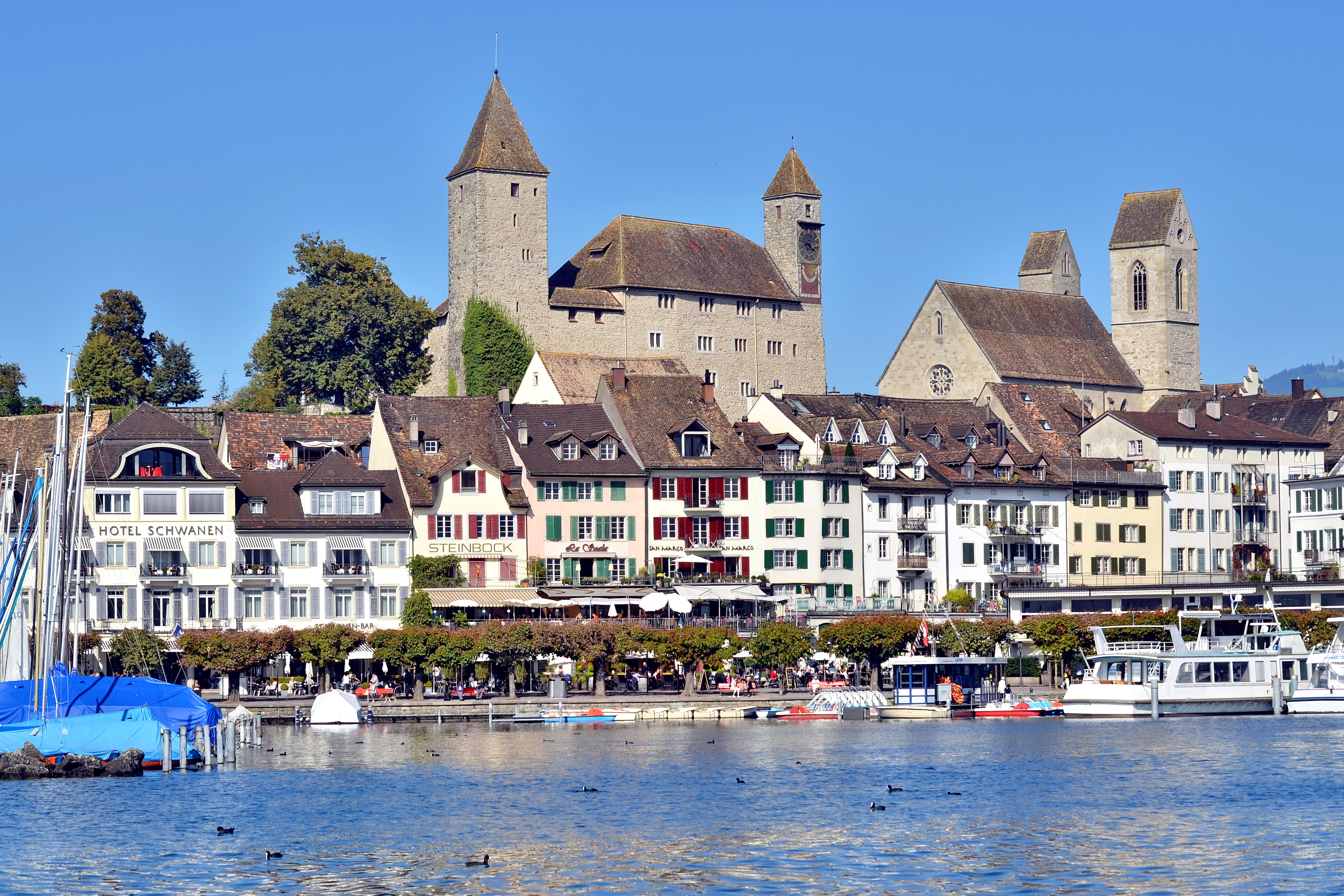
Kasteel Rapperswil.

10. Schloss Wartegg in Rorschacherberg
11. Schloss Wartensee in Rorschacherberg
12. Ruïne Wartenstein in Pfäfers
13. Schloss Werdenberg in Buchs
14. Burg Wartau in Wartau
15. Schloss Schwarzenbach in Schwarzenbach

## Ticino
1. Kastelen van Bellinzona:
  1. Castello Grande Bellinzona in Bellinzona
  2. Castello di Montebello in Bellinzona
  3. Castello Sasso Corbaro in Giubiasco
2. Castello Visconteo in Locarno

## Thurgau
1. Ruïne Alt-Bichelsee in Bichelsee
2. Altenburg in Märstetten
3. Schloss Altenklingen in Altenklingen
4. Schloss Arbon in Arbon
5. Schloss Arenenberg in Salenstein
6. Schloss Bernegg in Kreuzlingen
7. Schloss Bischofszell in Bischofszell
8. Schloss Brunegg (Unterer Girsberg)
9. Burg Buhwil in Kradolf-Schönenberg
10. Schloss Bürglen
11. Schloss Castel (Ober-Castel) in Tägerwilen
12. Schloss Castel (Unter-Castel) in Tägerwilen
13. Schloss Eugensberg in Salenstein
14. Schloss Frauenfeld in Frauenfeld
15. Schloss Girsberg (Kreuzlingen)
16. Schloss Gottlieben in Gottlieben
17. Schloss Hagenwil in Hagenwil
18. Burg Heitnau in Braunau
19. Burgruïne Heuberg in Schweizersholz
20. Schloss Hubberg in Salenstein
21. Schloss Kefikon in Gachnang
22. Burgruïne Last in Schönenberg
23. Schloss Liebburg in Oberhofen
24. Schloss Liebenfels in Herdern
25. Schloss Louisenberg in Salenstein
26. Schloss Mammertshofen in Roggwil
27. Neuburg in Mammern
28. Burg Öttlishausen in Hohentannen
29. Schloss Roggwil in Roggwil
30. Burg Sandegg in Salenstein
31. Burg Schleifenrain in Hugelshofen
32. Seeburg in Kreuzlingen
33. Schloss Salenstein in Salenstein
34. Schloss Sonnenberg in Stettfurt
35. Schloss Steckborn in Steckborn am See
36. Schloss Steinegg in Hüttwilen
37. Burg Tannegg in Fischingen
38. Ruïne Tuttwilerberg in Wängi
39. Burg Unterhof in Diessenhofen
40. Schloss Weinfelden in Weinfelden
41. Schloss Wellenberg in Wellenberg

## Uri
1. Burg Attinghausen in Attinghausen
2. Burg Silenen in Silenen
3. Schloss Apro in Seedorf
4. Ruïne Toren van Hospental in Hospental

## Vaud
1. Château d'Aigle Aigle
2. Schloss Chillon in Veytaux
3. Château de Grandson Grandson
4. Château de Morges in Morges
5. Château d'Orbe in Orbe
6. Château d'Oron in Oron-le-Châtel
7. Château de la Sarraz in Sarraz
8. Château d'Yverdon Yverdon

## Wallis
1. Burg La Bâtiaz in Martigny
2. Burg Majorie in Sion
3. Burg Saillon in Saillon
4. Burg Tourbillon in Sion
5. Schloss Leuk in Leuk
6. Château de Valère in Sion
7. Ruïne Gestelnburg in Niedergesteln

## Zug
1. Burg Zug in Zug
2. Schloss St. Andreas in Cham
3. Ruïne Wildenburg in Baar

## Zürich
1. Ruïne Alt-Landenberg in Bauma
2. Ruïne Alt-Lägern in Boppelsen

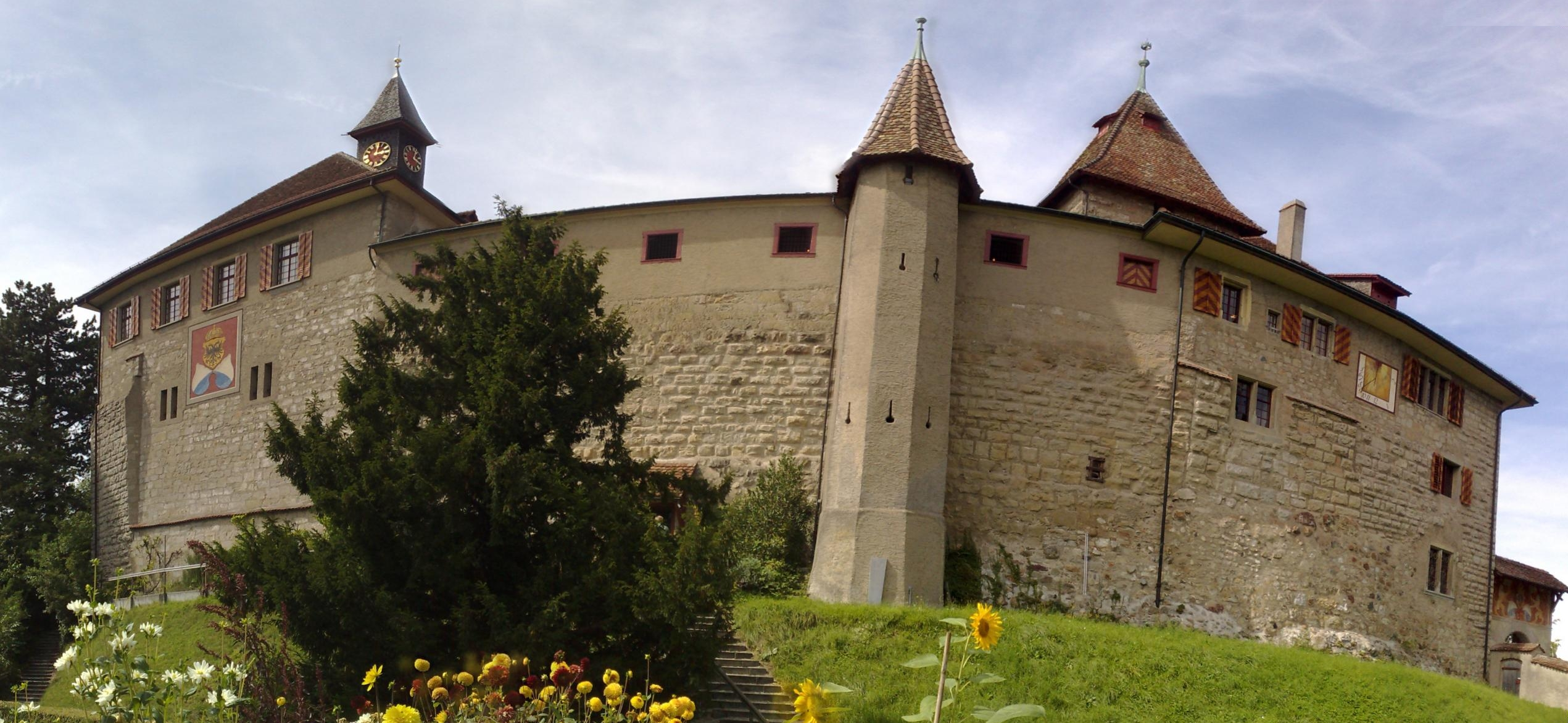
Kasteel Kyburg.

3. Ruïne Alt-Regensberg in Regensdorf
4. Ruïne Alt-Wildberg in Wildberg
5. Burg Baldern
6. Ruïne Bernegg in Hinwil
7. Ruïne Breitenlandenberg in Turbenthal
8. Ridderhuis Bubikon in Bubikon
9. Ruïne Dübelstein in Dübendorf
10. Schloss Elgg in Elgg
11. Ruïne Freienstein in Freienstein-Teufen
12. Ruïne Friedberg in Meilen
13. Ruïne Friesenberg in Zürich
14. Ruïne Glanzenberg in Unterengstringen
15. Schloss Greifensee in Greifensee
16. Schloss Grüningen in Grüningen
17. Schloss Hegi in Winterthur
18. Ruïne Hohenlandenberg in Wila
19. Schloss Kyburg in Kyburg
20. Schloss Laufen in Laufen-Uhwiesen
21. Ruïne Liebenberg in Zell
22. Burg Manegg in Zürich
23. Schloss Mörsburg in Stadel
24. Ruïne Oberes Baliken in Wald
25. Schloss Regensberg in Regensberg
26. Ruïne Schauenberg in Turbenthal
27. Ruïne Schnabelburg in Hausen am Albis
28. Burg Sellenbüren in Sellenbüren
29. Ruïne Sünikon in Steinmaur
30. Ruïne Tössegg in Wildberg und Turbenthal
31. Ruïne Uetliburg in Stallikon (Üetliberg)
32. Schloss Uster in Uster
33. Schloss Wiesendangen in Wiesendangen
34. Ruïne Alt-Wülflingen in Wülflingen
35. Schloss Wülflingen in Wülflingen
36. Ruïne Wulp in Küsnacht

Albanië · Armenië · België · Bosnië-Herzegovina · Bulgarije · Cyprus · Denemarken · Duitsland · Engeland · Estland · Finland · Frankrijk · Griekenland · Hongarije · Ierland · Italië · Kroatië · Letland · Litouwen · Luxemburg · Nederland · Noorwegen · Oostenrijk · Polen · Portugal · Roemenië · Schotland · Servië · Slovenië · Slowakije · Spanje · Tsjechië · Wales · Zweden · Zwitserland